# Rue Gaston-Pinot
La rue Gaston-Pinot est une voie du 19e arrondissement de Paris, en France.

## Situation et accès
La rue Gaston-Pinot est une voie publique située dans le 19e arrondissement de Paris. Elle débute au 13, rue David-d'Angers et se termine au 13, rue d'Alsace-Lorraine.

## Origine du nom

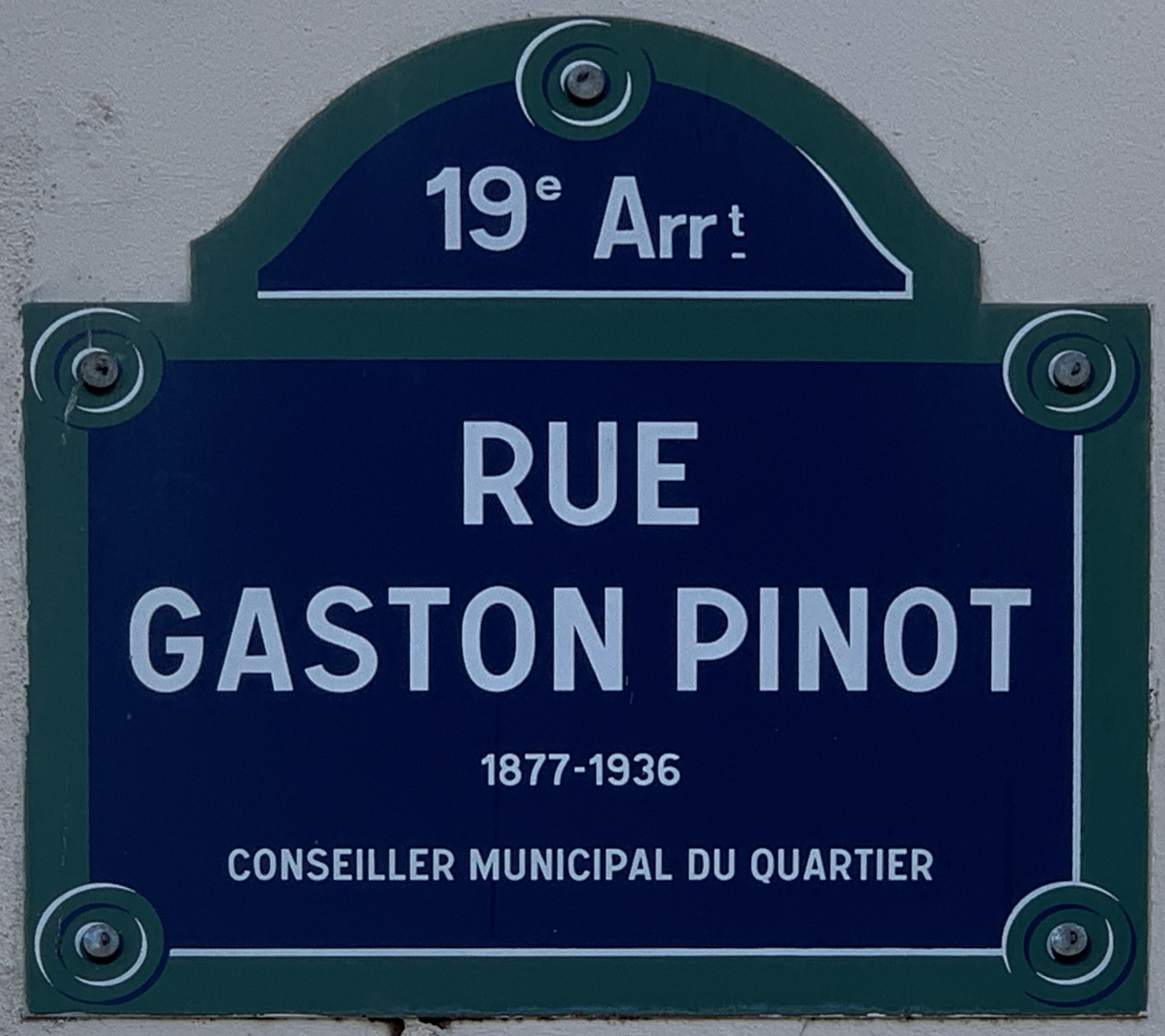
Plaque de la rue.

Elle porte le nom de Gaston Pinot (1877-1936) qui était conseiller municipal du quartier.

## Historique
Cette rue ouverte par un décret du 22 mars 1927 sous le nom de « rue de la Concorde » prend sa dénomination actuelle par un arrêté du 17 août 1938.